# 八大菩萨

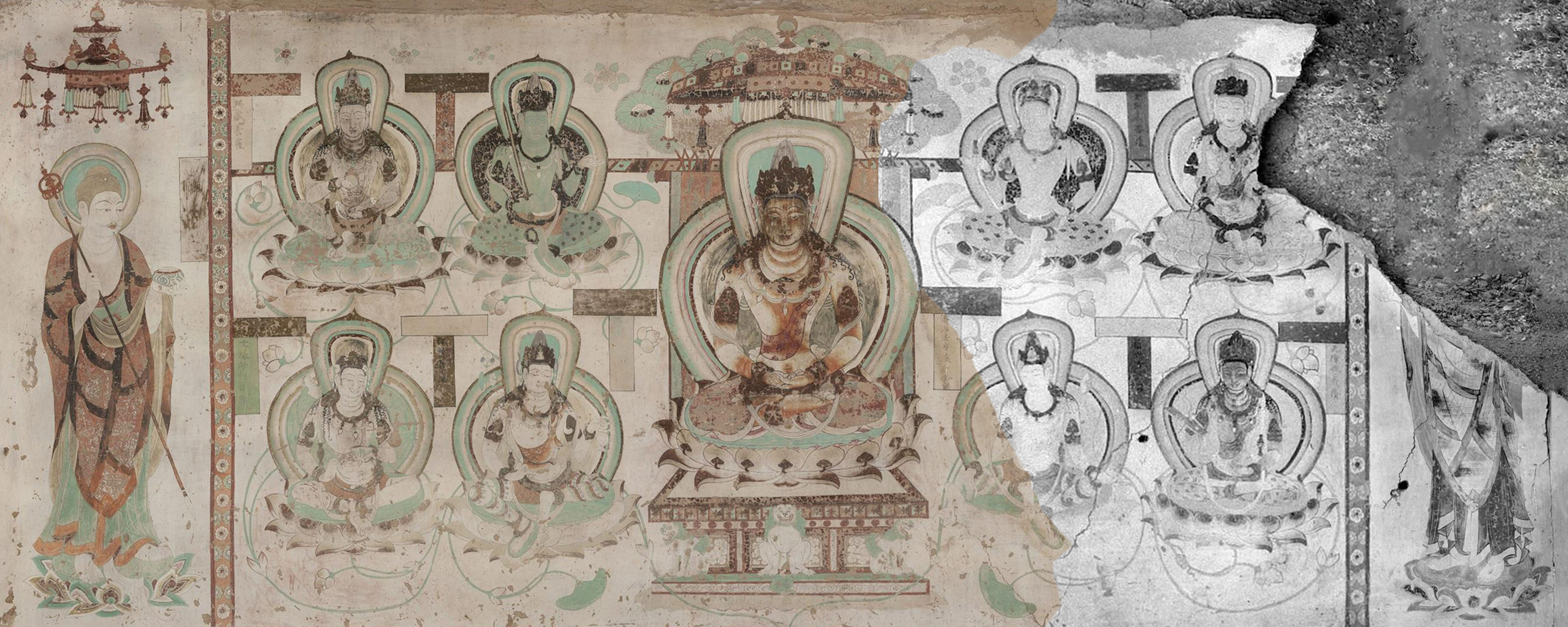
Eight Bodhisattvas Mandala from Cave 25, Yulin Caves (Restored)

八大菩薩，是佛教著名的八位大菩薩，關於八大菩薩依據各經典的不同，有多種說法。一般是以《八大菩萨曼荼罗经》及《佛说八大菩萨经》等中所說：文殊菩薩、普賢菩薩、觀世音菩薩、金剛手菩薩、虛空藏菩薩、地藏王菩薩、彌勒菩薩、除蓋障菩薩八大菩薩。

## 眾說
- 《八大菩薩曼荼羅經》的八大菩薩為：妙吉祥菩薩（文殊菩薩）、普賢菩薩、觀自在菩薩（觀世音菩薩）、金剛手菩薩、虛空藏菩薩、地藏王菩薩、彌勒菩薩、除蓋障菩薩[1]。
- 《藥師經》：文殊師利菩薩、彌勒菩薩、觀世音菩薩、大勢至菩薩、無盡意菩薩、寶檀華菩薩、藥王菩薩、藥上菩薩八大菩薩。「藥師經八大菩薩」，此說法的根據是釋迦牟尼佛在《藥師琉璃光如來本願功德經》中所提及的八位大菩薩：「復次、曼殊室利！若有四眾：苾芻、苾芻尼、鄔波索迦、鄔波斯迦，及餘淨信善男子、善女人等，有能受持八分齋戒，或經一年、或復三月受持學處，以此善根，願生西方極樂世界無量壽佛所聽聞正法而未定者，若聞世尊藥師琉璃光如來名號，臨命終時，有八大菩薩，其名曰：文殊師利菩薩，觀世音菩薩，得大勢菩薩，無盡意菩薩，寶檀華菩薩，藥王菩薩，藥上菩薩，彌勒菩薩。是八大菩薩乘空而來，示其道路，即於彼界種種雜色眾寶華中，自然化生」。
- 《七佛八菩薩經》：文殊师利菩薩、觀世音菩薩、大勢至菩薩、得大勢菩薩、虛空藏菩薩、救脫菩薩、堅勇菩薩、賢護菩薩（梵音：跋陀和菩薩）。
- 《舍利弗陀羅尼經》：光明菩薩、慧光明菩薩、日光明菩薩、教化菩薩、令一切意滿菩薩、大自在菩薩、宿王菩薩、行意菩薩。
- 《大般若波羅蜜多經·般若理趣分》：妙吉祥菩薩、觀自在菩薩、金剛手菩薩、金剛拳菩薩、虛空藏菩薩、大空藏菩薩、發心即轉法輪菩薩、摧伏一切魔怨菩薩。
- 《金剛頂瑜伽理趣般若經》：文殊師利菩薩、觀自在菩薩、金剛手菩薩、金剛拳菩薩、虛空藏菩薩、虛空庫大菩薩、發心即轉法輪菩薩、降伏一切魔怨菩薩。
- 《般舟三昧經》中所說八位菩薩：“跋陀和(賢護)菩薩、羅憐那竭(寶生)菩薩、憍曰兜(星藏)菩薩、那羅達(仁授)菩薩、須深（妙善）菩薩、摩訶須薩和(大善商王)菩薩、因坻達（天主授）菩薩、和倫調(水神授)菩薩。”
- 《佛説八吉祥神咒經》中所說八大菩薩與《般舟三昧經》同，佛說：“是八人求道已來無央數劫，於今未取佛。願言：‘使十方天下人民皆得佛道。若有急疾，皆當呼我八人名字，即得解脫。壽命欲終時，我八人便當飛往迎逆之。’”

### 引用
1. ↑  . 大正新脩大藏經 (東京: 大藏出版株式會社). 1988  [2017-11-27]. （原始内容存档于2017-12-01）.

### 來源
- 《八大菩薩曼荼羅經》
- 《藥師經》
- 《七佛八菩薩經》
- 《舍利弗陀羅尼經》
- 《金剛頂瑜伽理趣般若經》